# Königsberger Kleinbahn
| Strecke (außer Betrieb)                                  |      | von Königsberg-Volksgarten und Königsberg Oberpregel       | von Königsberg-Volksgarten und Königsberg Oberpregel       |
| Bahnhof (Strecke außer Betrieb)                          | 0,0  | Königsberg Königstor                                       | Königsberg Königstor                                       |
| Haltepunkt / Haltestelle (Strecke außer Betrieb)         | 2,0  | Kalthof                                                    | Kalthof                                                    |
| Haltepunkt / Haltestelle (Strecke außer Betrieb)         | 2,7  | Devau                                                      | (Rischskoje)                                               |
| Haltepunkt / Haltestelle (Strecke außer Betrieb)         | 5,4  | Neudamm (Ostpr)                                            | (Wassilkowo/Maloje Wassilkowo)                             |
| Haltepunkt / Haltestelle (Strecke außer Betrieb)         | 7,1  | Mandeln                                                    | Mandeln                                                    |
| Haltepunkt / Haltestelle (Strecke außer Betrieb)         | 7,5  | Mandeln Gasthaus                                           | Mandeln Gasthaus                                           |
| Haltepunkt / Haltestelle (Strecke außer Betrieb)         | 8,7  | Neuhausen Tiergarten                                       | Neuhausen Tiergarten                                       |
| Bahnhof (Strecke außer Betrieb)                          | 9,6  | Neuhausen (Ostpr) Kleinbahnhof                             | (Gurjewsk)                                                 |
| Bahnhof (Strecke außer Betrieb)                          | 11,8 | Prawten                                                    | (Lomonossowo)                                              |
| Abzweig geradeaus und nach links (Strecke außer Betrieb) |      | nach Schaaksvitte                                          | nach Schaaksvitte                                          |
| Haltepunkt / Haltestelle (Strecke außer Betrieb)         | 12,8 | Rachsitten                                                 | Rachsitten                                                 |
| Haltepunkt / Haltestelle (Strecke außer Betrieb)         | 14,3 | Bulitten                                                   | (Awangardnoje)                                             |
| Haltepunkt / Haltestelle (Strecke außer Betrieb)         | 16,0 | Sonnigkeim                                                 | (Sasanowka)                                                |
| Haltepunkt / Haltestelle (Strecke außer Betrieb)         | 17,0 | Siebeneichen                                               | Siebeneichen                                               |
| Bahnhof (Strecke außer Betrieb)                          | 19,3 | Gamsau                                                     | (Podgornoje)                                               |
| Haltepunkt / Haltestelle (Strecke außer Betrieb)         | 21,5 | Spitzings                                                  | (Malinniki)                                                |
| Haltepunkt / Haltestelle (Strecke außer Betrieb)         | 22,2 | Legitten                                                   | (Pobedino)                                                 |
| Haltepunkt / Haltestelle (Strecke außer Betrieb)         | 23,6 | Linken                                                     | (Koschewoje)                                               |
| Haltepunkt / Haltestelle (Strecke außer Betrieb)         | 24,7 | Waldau (Ostpr)                                             | (Nisowje)                                                  |
| Haltepunkt / Haltestelle (Strecke außer Betrieb)         | 26,1 | Norgehnen                                                  | (Strelzowo)                                                |
| Haltepunkt / Haltestelle (Strecke außer Betrieb)         | 26,9 | Gehlblum                                                   | (Trubkino)                                                 |
| Haltepunkt / Haltestelle (Strecke außer Betrieb)         | 28,4 | Pogauen                                                    | (Wyssokoje)                                                |
| Haltepunkt / Haltestelle (Strecke außer Betrieb)         | 29,7 | Hohenrade                                                  | (Worobjowo)                                                |
| Haltepunkt / Haltestelle (Strecke außer Betrieb)         | 32,3 | Willkühnen                                                 | (Golowenskoje)                                             |
| Bahnhof (Strecke außer Betrieb)                          | 33,3 | Possindern                                                 | (Roschtschino)                                             |
| Strecke (außer Betrieb)                                  |      | Bahnstrecke nach Tapiau der Wehlau–Friedländer Kreisbahnen | Bahnstrecke nach Tapiau der Wehlau–Friedländer Kreisbahnen |

| Strecke (außer Betrieb)                          |      | von Königsberg-Königstor  | von Königsberg-Königstor |
| Bahnhof (Strecke außer Betrieb)                  | 0,0  | Prawten                   | (Lomonossowo)            |
| Haltepunkt / Haltestelle (Strecke außer Betrieb) | 2,0  | Condehnen                 | (Aistowo)                |
| Haltepunkt / Haltestelle (Strecke außer Betrieb) | 4,1  | Conradswalde Hp           | Conradswalde Hp          |
| Abzweig ehemals geradeaus und von rechts         |      | von Königsberg            | von Königsberg           |
| ehemaliger Bahnhof                               | 4,8  | Conradswalde Kleinbahnhof | (Konstantinowka)         |
| Abzweig ehemals geradeaus und nach links         |      | nach Tilsit               | nach Tilsit              |
| Haltepunkt / Haltestelle (Strecke außer Betrieb) | 6,8  | Molsehnen                 | (Kosmodemjanskoje)       |
| Haltepunkt / Haltestelle (Strecke außer Betrieb) | 8,4  | Powarben                  | (Stepnoje)               |
| Haltepunkt / Haltestelle (Strecke außer Betrieb) | 11,3 | Ginthieden                | (Pawlowo)                |
| Haltepunkt / Haltestelle (Strecke außer Betrieb) | 13,7 | Sudnicken                 | (Pirogowo)               |
| Haltepunkt / Haltestelle (Strecke außer Betrieb) | 15,7 | Kirche Schaaken           | (Schemtschuschnoje)      |
| Haltepunkt / Haltestelle (Strecke außer Betrieb) | 18,1 | Eythienen                 | (Starorusskoje)          |
| Bahnhof (Strecke außer Betrieb)                  | 19,0 | Schaaksvitte              | (Kaschirskoje)           |

| Strecke (außer Betrieb)                                     |     | von Prawten            | von Prawten            |
| Bahnhof (Strecke außer Betrieb)                             | 0,0 | Königsberg Königstor   | Königsberg Königstor   |
| Betriebs-/Güterbahnhof Streckenende (Strecke außer Betrieb) | 3,8 | Königsberg Volksgarten | Königsberg Volksgarten |

| Strecke (außer Betrieb)                                     |     | von Prawten           | von Prawten           |
| Bahnhof (Strecke außer Betrieb)                             | 0,0 | Königsberg Königstor  | Königsberg Königstor  |
| Betriebs-/Güterbahnhof Streckenende (Strecke außer Betrieb) | 0,9 | Königsberg Oberpregel | Königsberg Oberpregel |

Mit zwei schmalspurigen Bahnstrecken erschloss die Königsberger Kleinbahn den Osten des Landkreises Königsberg i. Pr.

## Geschichte
Das östliche Samland zwischen dem Kurischen Haff und dem Pregel wurde seit 1889 von der Staatsbahnstrecke Königsberg–Labiau–Tilsit durchzogen. Doch bald darauf ergab sich die Notwendigkeit, weitere Ortschaften an das Schienennetz anzuschließen. Zu diesem Zweck gründeten der preußische Staat, die Provinz Ostpreußen und die Bahnbaugesellschaft Lenz & Co. am 24. Juni 1899 die Königsberger Kleinbahn-AG.
In den folgenden Jahren entstand ein schmalspuriges Kleinbahnnetz von 59 Kilometern Länge in der Spurweite von 750 mm.
Der Ausgangspunkt der Kleinbahn lag am Rande der Königsberger Innenstadt. Im Westen befand sich am Volksgarten der Güterbahnhof der Kleinbahn; von dort umfuhr sie auf dem Wallring die Nordhälfte der Altstadt bis zum Königstor im Osten (3,8 km), wo der Personenverkehr begann. Seit dem 15. Januar 1900 führte die Trasse weiter in östlicher Richtung zum 16 km entfernt gelegenen Bahnhof Prawten und dann nach Possindern nahe der Grenze zum Nachbarkreis Wehlau. Dort schlossen die Wehlau–Friedländer Kreisbahnen an, die in gleicher Spurweite angelegt und ebenso wie die Königsberger Kleinbahn von der Ostdeutschen Eisenbahn-Gesellschaft (ODEG) betrieben wurden.
In Prawten zweigte seit dem 26. Juni / 12. November 1901 die 19 km lange Strecke nach Norden ab, die in Schaaksvitte am Kurischen Haff endete. 1901 erfolgte eine Teilumspurung auf Normalspur zwischen Königsberg-Königstor und -Volksgarten (Rangierbahnhof).
Am 30. Juni 1924 wurde die Königsberger Kleinbahn-AG eingegliedert in die Insterburger Kleinbahnen, die sich anschließend Ostpreußische Kleinbahnen AG nannten.
Im Jahre 1939 standen 7 Dampflokomotiven, 2 Triebwagen, 27 Personen-, 4 Pack- und 111 Güterwagen zur Verfügung.
Seit dem 16. April 1928 ergänzten Omnibuslinien, die ebenfalls von der ODEG betrieben wurden, das Verkehrsangebot. Sie fuhren von Königsberg nach Kaymen, Postnicken und Schaaksvitte.
Die Bahnanlagen wurden Anfang 1945 im Zuge der Ostpreußischen Operation überwiegend zerstört und nicht wieder aufgebaut.